# Virgin River
De Virgin River is een rivier in de Verenigde Staten met een lengte van 261 km die stroomt door de staten Utah, Arizona en Nevada. De rivier ontspringt in Navajo Reservoir (Utah) en mondt uit in Lake Mead en zo in de Colorado. De rivier kreeg zijn naam van cartograaf John Fremont. In 2009 werd de rivier uitgeroepen tot Wild and Scenic River in de staat Utah.
- Gemeinsame Normdatei: 4566473-0
- Library of Congress Control Number: sh85143754
- National Archives and Records Administration: 10043945
- Nationale Bibliotheek van Israël: 987007541437505171
- Virtual International Authority File: 675145858280723022761